# Pseudopoda zhangmuensis
Pseudopoda zhangmuensis là một loài nhện trong họ jachtkrabspinnen (Sparassidae). Loài này được phát hiện ở Trung Quốc.